# Gandlachinthe, Sidlaghatta
Gandlachinthe là một làng thuộc tehsil Sidlaghatta, huyện Kolar, bang Karnataka, Ấn Độ.